# 神野信郎
神野 信郎（かみの のぶお、1930年（昭和5年）8月2日 - 2018年（平成30年）11月12日 ）は、日本の実業家。サーラグループ名誉顧問、中部ガス元社長、相談役。勲三等旭日中綬章。長男は神野吾郎。父は神野太郎。祖父は神野三郎。

## 概要
祖父・神野三郎が創立した中部ガスの社長を29年間、会長を16年間にわたって務める一方、日本青年会議所会頭をはじめとして、豊橋商工会議所会頭、中部経済連合会副会長などを歴任。この功績から、2016年には豊橋市名誉市民に推挙された。

## 人物
神野新田の管理のために八開村（現・愛西市）から移り住んだ神野金之助を初代とする神野家の4代目。出生地は父である神野太郎の仕事の関係で東京都であるが、1933年に豊橋市に転居。
旧制豊橋中学校（現・愛知県立時習館高等学校）を経て、慶應義塾大学経済学部を卒業後、三井信託銀行を経て、中部ガスに入社。1975年に44歳で社長に就任。1994年に退任後は会長、2010年からは相談役に就任。
地域経済の顔役として要職を歴任したほか、東三河における教育・文化の振興に尽力。長らく豊橋市にある2大学（愛知大学、豊橋技術科学大学）の理事に名を連ね、愛知大からは名誉役員、豊橋技科大からは名誉博士の称号が贈られている。
また、のちに日本海ガス社長や日本青年会議所会頭等を務めた新田八朗富山県知事を、1983年から2年間、中部ガスで修行させ育てた。
2018年11月12日、88歳で死去。

## 略歴
- 1930年8月 - 東京都生まれ
- 1953年3月 - 慶應義塾大学経済学部卒業
- 1953年4月 - 三井信託銀行株式会社入行
- 1959年11月 - 中部瓦斯株式会社（中部ガス）入社
- 1961年7月 - 中部ガス企画室長
- 1961年8月 - 中部ガス取締役
- 1963年3月 - 中部ガス常務取締役
- 1966年8月 - 中部ガス専務取締役
- 1971年2月 - 中部ガス取締役副社長
- 1975年2月 - 中部ガス代表取締役社長
- 1994年3月 - 中部ガス代表取締役会長
- 2006年3月 - 中部ガス取締役会長
- 2008年4月 - サーラグループ名誉顧問
- 2010年3月 - 中部ガス相談役

### 公職
- 1964年1月 - 豊橋青年会議所理事長（-1964年12月）
- 1968年1月 - 日本青年会議所会頭（- 1968年12月）
- 1977年7月 - 豊橋ロータリークラブ会長（- 1978年6月）
- 1979年5月 - 中部経済連合会副会長（- 2010年5月）
  - 2004年7月 - 中部経済連合会代表代行（- 2004年9月）
  - 2010年5月 - 中部経済連合会顧問（- 2018年11月）
- 1979年10月 - 愛知県教育委員会委員長（- 1980年10月）
- 1981年5月 - 愛知県経営者協会副会長（- 1993年5月）
- 1981年5月 - 日本経営者団体連盟常任理事（- 2002年5月）
  - 2002年5月 - 日本経済団体連合会評議員（- 2011年7月）
- 1981年5月 - 日本ガス協会常任理事（- 2004年6月）
- 1982年4月 - 豊橋技術科学大学参与（- 2000年3月）
  - 2000年4月 - 豊橋技術科学大学運営諮問会議委員（- 2004年4月）
  - 2004年4月 - 豊橋技術科学大学理事（- 2008年3月）
  - 2008年3月 - 豊橋技術科学大学特別顧問（- 2018年11月）
- 1982年4月 - 豊橋商工会議所会頭（- 1998年10月）
  - 1998年11月 - 豊橋商工会議所相談役・特別顧問（- 2004年10月）
  - 2004年11月 - 豊橋商工会議所相談役（- 2018年11月）
- 1982年4月 - 日本商工会議所常議員（- 1998年10月）
- 1982年4月 - 愛知大学理事・評議員（- 2011年5月）
- 1982年11月 - 慶應義塾評議員（- 2018年10月）
- 1984年2月 - 東三河地域研究センター理事長（- 2015年11月）
  - 2015年11月 - 東三河地域研究センター理事・相談役（- 2018年11月）
- 1984年4月 - 日本アマチュアオーケストラ連盟会長（- 2009年5月）
  - 2009年5月 - 日本アマチュアオーケストラ連盟名誉会長（- 2018年11月）
- 1986年5月 - 東三河開発懇話会会長（- 2001年3月）
  - 2001年4月 - 東三河懇話会会長（- 2015年6月）
  - 2015年6月 - 東三河懇話会常任相談役（- 2018年11月）
- 1987年3月 - 豊橋地区日中友好協会顧問（- 2018年11月）
- 2000年2月 - 豊橋日独協会会長（- 2017年5月）
- 2001年10月 - 愛知産業大使（- 2005年10月）
- 2003年3月 - 日独協会連合会副会長（- 2018年5月）
- 2006年3月 - クラブ東海副理事長（- 2018年11月）

## 受賞・叙勲
- 1984年2月 - 紺綬褒章
- 1990年11月 - 藍綬褒章
- 1992年11月 - 愛知県表彰（産業功労者）
- 1992年11月 - 国税庁長官表彰
- 1995年10月 - 大蔵大臣表彰
- 1999年11月 - 豊橋市市勢功労者表彰（産業振興）
- 2002年4月 - 勲三等旭日中綬章
- 2007年12月 - 中国南通市栄誉賞
- 2008年2月 - 渋沢栄一賞
- 2010年9月 - ドイツ連邦共和国功労勲章功労十字小綬章
- 2011年6月 - 愛知大学名誉役員
- 2011年11月 - 豊橋技術科学大学名誉博士
- 2016年8月 - 豊橋市名誉市民

## 著書
- 『ありがとうを未来へ』（2010年／中部経済新聞社）

## 家族・親族
祖父である神野三郎の養父が、豊橋市に位置する神野新田（じんのしんでん）の開発で知られる神野金之助。
- 祖父：神野三郎（1875年5月28日 - 1961年4月30日） - 豊橋市名誉市民、元豊橋商工会議所会頭
  - 父（三郎の長男）：神野太郎（1903年 - 1983年） - 豊橋市名誉市民、元豊橋商工会議所会頭
    - 弟（太郎の二男）：神野義郎（1932年 - ） - 元豊橋鉄道代表取締役会長
    - 弟（太郎の三男）：神野紀郎（1937年2月11日 - ） - 豊橋体育協会理事長、元豊橋グランドホテル代表取締役社長

  - 叔父（三郎の三男）：神野三男（1916年 - 2016年3月23日[6]） - 元名古屋鉄道取締役副社長、元名鉄グランドホテル代表取締役社長
    - 従兄弟（三男の長男）：神野重行（1947年5月23日 - ） - 元名古屋鉄道取締役副社長、元名鉄百貨店代表取締役社長
- 長男：神野吾郎（1960年8月29日 - ） - 豊橋商工会議所会頭、中部ガス代表取締役社長